# Kinas akademi för samhällsvetenskaper

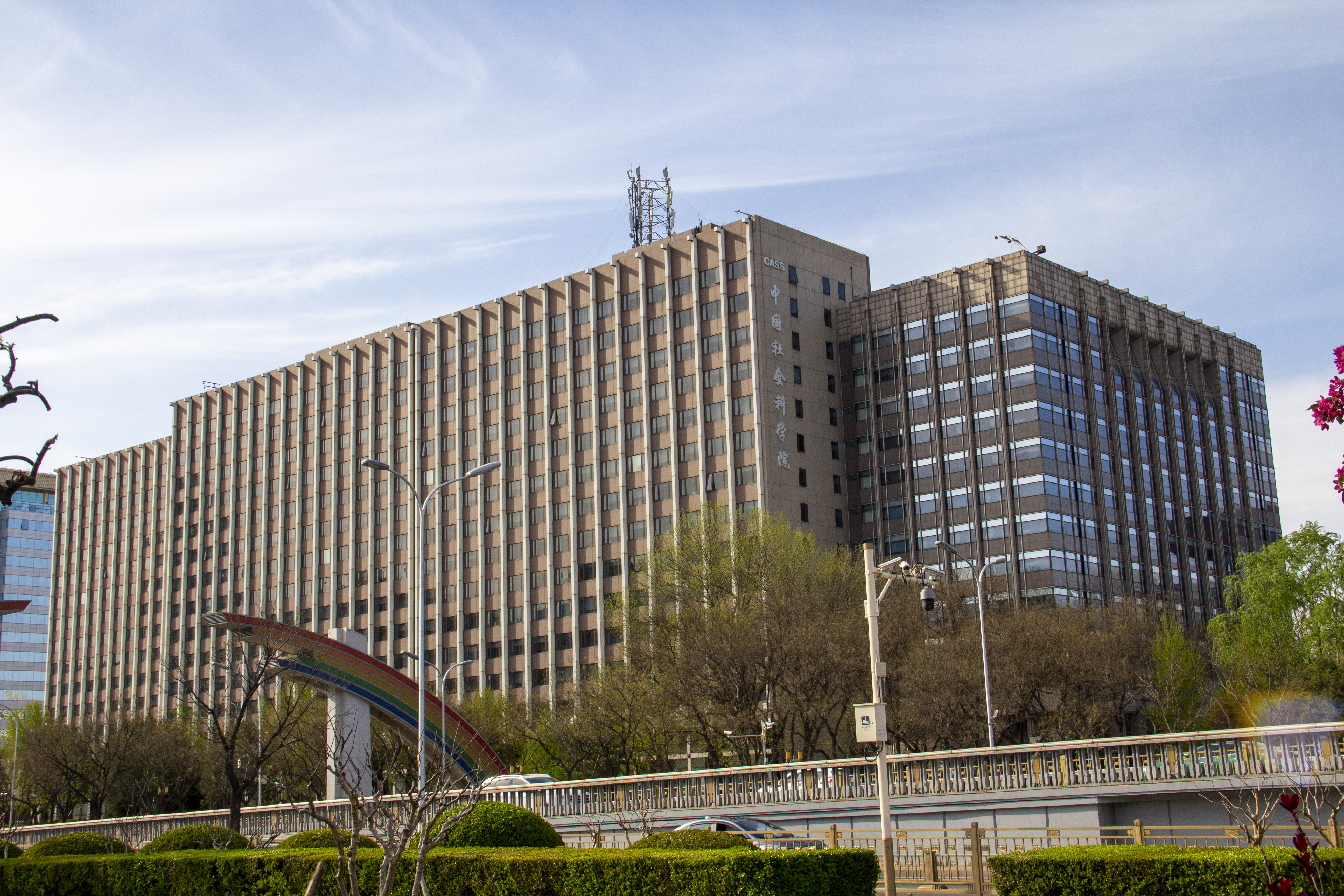

Kinas akademi för samhällsvetenskaper även känd som Chinese Academy of Social Sciences (CASS) är en nationell akademi för samhällsvetenskaperna i Folkrepubliken Kina. Akademin har samma administrativa rang som ett ministerium i  Folkrepubliken Kinas statsråd och har säte i Peking. Akademin har växt fram ur avdelningen för filosofi och samhällsvetenskap vid Kinas vetenskapsakademi och grundades 1977.

## Lista över chefer
1. Hu Qiaomu: 1977-1982
2. Ma Hong: 1982-1985
3. Hu Qiaomu: 1985-1988
4. Hu Sheng: 1988-1998
5. Li Tieying: 1998-2003
6. Chen Kuiyuan: 2003-2013
7. Wang Weiguang: april 2013 –